# Трамп-тауэр
Трамп-та́уэр (Башня Трампа, англ. Trump Tower) — 58-этажный небоскрёб в Нью-Йорке (высота 202 м). Расположен на Пятой авеню на пересечении с 56-й улицей. Используется в смешанном формате (офисы, магазины, гостиница, элитные квартиры). Небоскрёб построен Дональдом Трампом и Equitable Life Assurance Company. Строительство сооружения было окончено 30 ноября 1983 года.
В 2006 году журнал «Форбс» оценил Трамп-тауэр в 288 млн долларов.
16 июня 2015 года в своей башне Дональд Трамп объявил о намерении баллотироваться в президенты США, 9 ноября 2016 года там же Трамп объявил о своей победе на президентских выборах, а 11 января 2017 года дал свою первую пресс-конференцию в качестве избранного главы государства.
По состоянию на 2021 год официальным владельцем здания является GMAC Commercial Mortgage.

## История

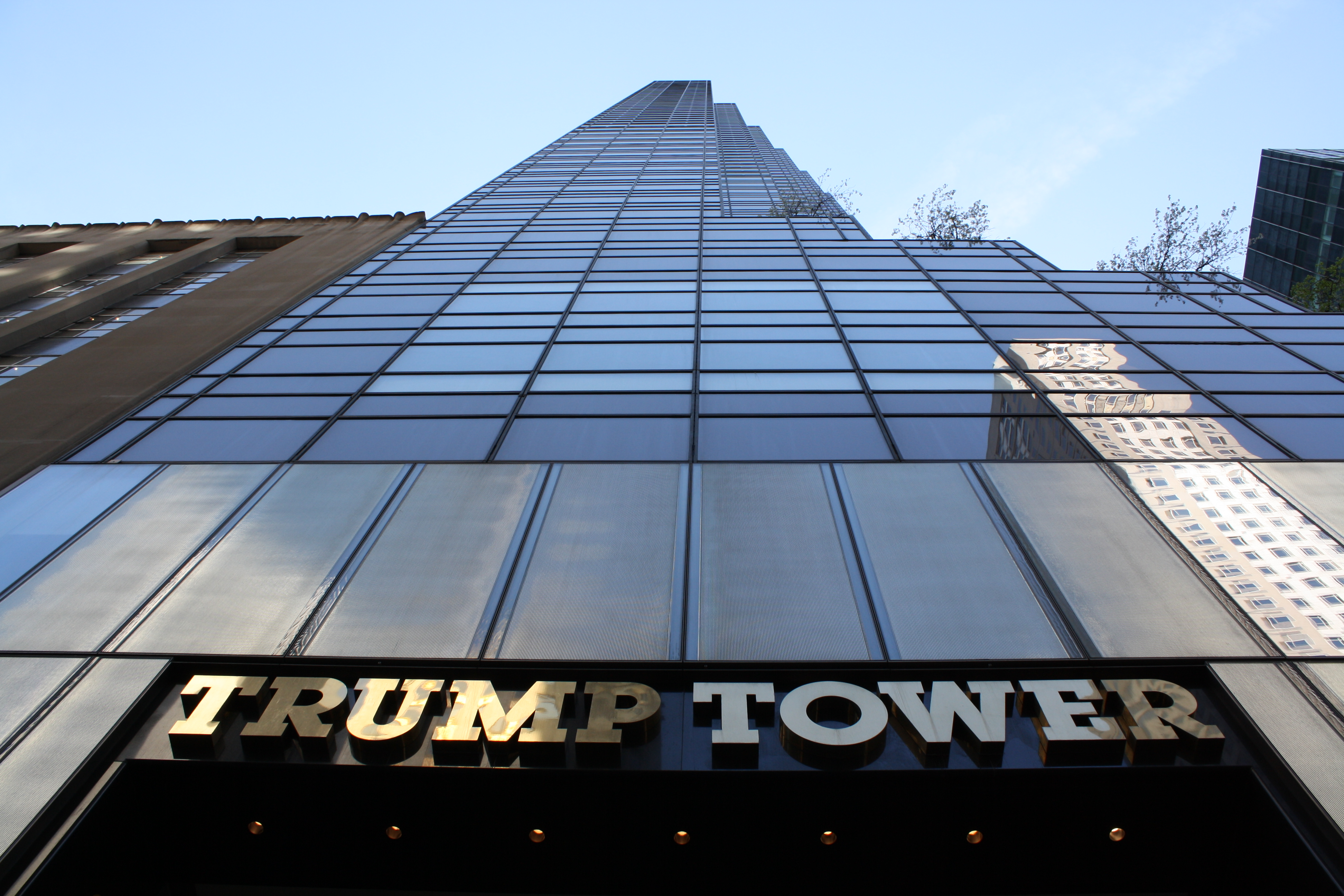
Вид снизу вверх перед входом со стороны Пятой авеню

Спроектированная Дер Скаттом, Башня Трампа была построена на участке, где раньше находился магазин «Bonwit Teller» — прошедшее архитектурную реновацию здание 1929 года постройки. Здание было приобретено Трампом в 1979 году с целью строительства на его месте первого «сверхроскошного небоскрёба» в городе. The Trump Organization закрыла «Bonwit Teller» в мае 1979 года, а уже к 1980 году здание магазина было и вовсе снесено. Вскоре на его месте возвели Башню Трампа.
Строительные работы проводились HRH Construction. Строительством руководила Барбара Рес, также работавшая над некоторыми другими проектами Трампа, а затем консультировавшая Трампа вплоть до 1996 года. В то время Рес была первой женщиной, назначенной руководить одной из важнейших строек Нью-Йорка.
На строительство башни Трампа повлияли два основных фактора. Одним из них было решение задействовать в качестве основания здания бетонный каркас, несмотря на то, что большинство небоскрёбов того времени были возведены на стальных каркасах. Скатт заявлял, что бетонный каркас гораздо легче построить и он более устойчивый, чем стальной. При строительстве использовалась бетонная трубчатая конструкция, которая была впервые разработана бангладешско-американским инженером-конструктором Фазлуром Рахманом Ханом в 1960-х годах.
Все этажи выше 20-го имели примерно одинаковый дизайн, поэтому их строительство иногда занимало порядка двух дней. Однако все этажи ниже 20-го были разными, поэтому на возведение каждого уходило по несколько недель.
Башня Трампа была достроена к июлю 1982 года, спустя два с половиной года после начала строительства. Первоначально предполагалось, что возведение башни обойдется в 100 миллионов долларов. Общая стоимость в итоге оказалась примерно вдвое больше и составила порядка 200 миллионов долларов, а именно 125 миллионов долларов было выделено на фактические затраты и 75 миллионов долларов на другие расходы, например, страхование.

### С момента открытия до наших дней
Первыми арендаторами стали «Asprey» и «Ludwig Beck», которые переехали в здание до его запланированного открытия ещё в начале 1983 года. Торжественное открытие магазинов состоялось 14 февраля. Ещё 40 магазинов на первом этаже башни открылись 30 ноября 1983 года. К августу 1983 года кредит на строительство Башни Трампа был погашен за счет 260 миллионов долларов дохода от продажи 85% из 263 единиц кондоминиума. Девяносто одна квартира, составляющая более трети всего жилого фонда башни, была продана более чем за 1 миллион долларов.
Несмотря на снос здания «Bonwit Teller», сам флагманский магазин смог продолжить работу на этом месте, подписав договор аренды помещения площадью 7400 квадратных метров в торговой зоне нижних этажей. К тому времени в башне разместились сорок широкоизвестных магазинов. Среди них были бренды «Buccellati», «Charles Jourdan», «Mondi» и «Fila». К 1986 году от 15% до 20% магазинов башни закрылись или переехали в другое место, так как коммерческая арендная плата была самой высокой из всех зданий на Пятой авеню. Торговые площади стоили 4800 долларов за квадратный метр в год.
Жилые апартаменты были более успешными. 95% кондоминиумов были проданы в первые четыре месяца после их открытия, несмотря на высокие цены. Их стоимость начиналась с 600 000 долларов и доходила до 12 миллионов долларов. В 1985 году пентхаусы продавались за 15 миллионов долларов. Башня привлекла многих богатых и известных жителей, в том числе Джонни Карсона, Дэвида Меррика, Софи Лорен и Стивена Спилберга. В общей сложности Трамп получил 300 миллионов долларов от продажи кондоминиумов, что более чем компенсировало стоимость строительства в 200 миллионов долларов.
«Bonwit Teller» оставался одним из розничных магазинов Башни Трампа до марта 1990 года, когда его материнская компания объявила о банкротстве. В июле того же года «Galeries Lafayette» объявила, что подпишет договор аренды на 25 лет, чтобы переехать в помещение, ранее занимаемое «Bonwit Teller». Этот шаг позволил расширить её присутствие в Соединённых Штатах. Новый магазин открылся в сентябре 1991 года после реконструкции стоимостью 13,7 миллиона долларов, но был убыточным и потерял 3,6 миллиона долларов только за первый год, так как доход от продаж составил всего 8,4 миллиона долларов .
«Galeries Lafayette» объявила о закрытии в августе 1994 года, менее чем через три года после открытия, из-за неспособности платить ежегодную арендную плату и налоги в размере 8 миллионов долларов.

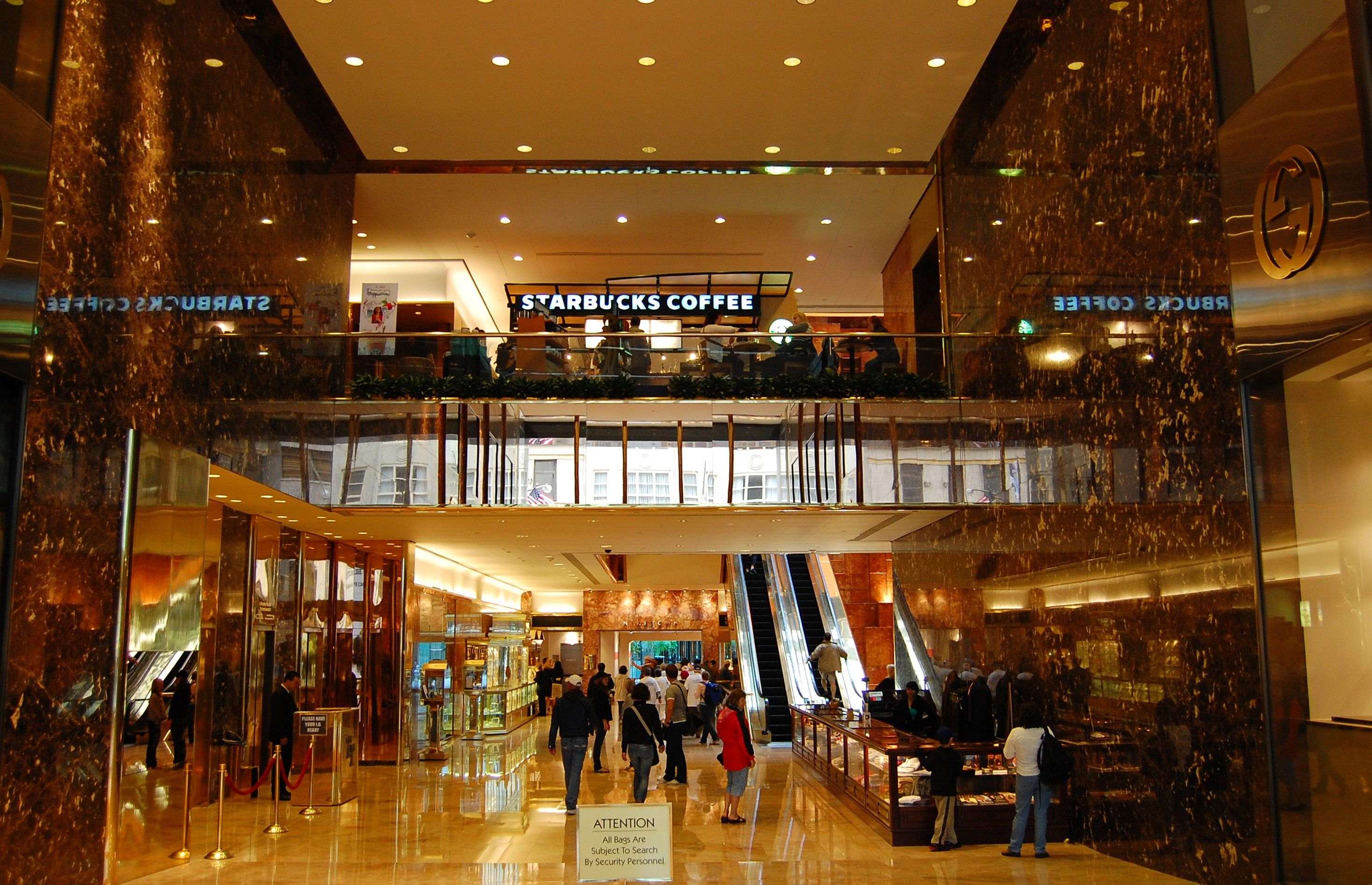
Холл первого этажа Трамп-тауэр

В 2006 году журнал Forbes оценил офисные помещения площадью 28 000 квадратных метров в 318 миллионов долларов. Сама же башня была оценена в 288 миллионов долларов, а в 2013 году стоимость возросла на 100 миллионов долларов. В период с 2014 по 2015 год оценочная стоимость здания выросла с 490 миллионов долларов до 600 миллионов долларов, что сделало башню самой дорогой собственностью Трампа. В 2016 году стоимость башни упала с 630 миллионов долларов до 471 миллиона долларов из-за снижения операционного дохода башни на 20% и дальнейшего снижения общей стоимости недвижимости на Манхэттене на 8%.
После того, как Трамп объявил о начале президентской кампании в 2015 году, количество посещений башни резко возросло. Магазины продавали сувенирную продукцию кампании, а вырученные средства шли на её финансирование. Башня приобрела популярность среди туристов Нью-Йорка в 2016 году, особенно после того, как Трамп был избран президентом. В 2020 году газета Нью-Йорк Таймс сообщила, что аренда коммерческих помещений здания принесла Трампу 336 миллионов долларов с 2000 года по конец 2018 года, что составляет более 20 миллионов долларов в год.

## Дизайн и интерьер

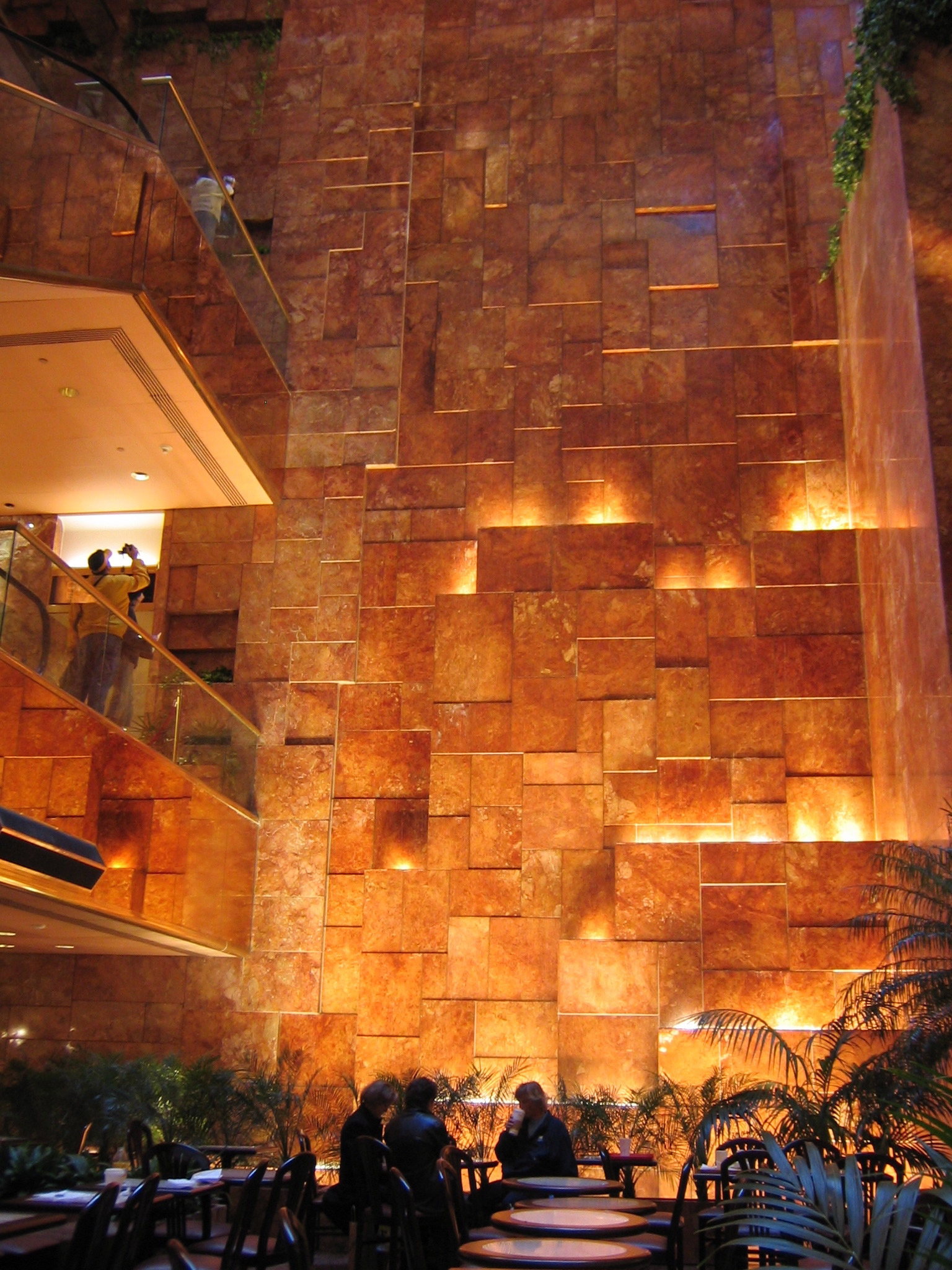
Водопад в Трамп-тауэр

Высота здания составляет 202 метра, что делает его 64-м по высоте зданием в Нью-Йорке. Над главным входом расположен логотип с заглавными буквами из латуни высотой 86 сантиметров, которые составляют надпись «Trump Tower».
В Башне Трампа было использовано 34 000 метров кубических бетона и 3800 тонн стальных конструкций. Помещения башни облицованы 240 тоннами брекчии Pernice, розового мрамора с белыми прожилками. Четыре позолоченных лифта перевозят посетителей из вестибюля на верхние этажи, специальный лифт ведёт прямо в пентхаус, где живет семья Трампов. В здании тринадцать офисных уровней на этажах с 14 по 26, затем еще 39 уровней, содержащих 263 кондоминиума на этажах с 30 по 68. В здании находится внутренний водопад высотой 18 метров, проходящий вдоль восточной стены.
Башня имеет две открытые террасы. На пятом этаже на северной стороне здания (57-я улица) есть терраса, а на четвертом этаже на южной стороне (56-я улица) — терраса меньшего размера. На северной террасе пятого этажа есть несколько деревьев и фонтан, в то время как на южной террасе четвертого этажа есть всего несколько гранитных скамеек.

### Рестораны и кафе
В здании находятся четыре заведения: бар «Trump», кафе-мороженое «Trump», кафе «Trump» и гриль-бар «Trump». Из них «Trump Bar» — единственное заведение на уровне здания, остальные три находятся в подвальных помещениях.

## Жильцы
Дональд Трамп, его жена Мелания и их сын Бэррон владеют трехэтажной резиденцией на этажах пентхауса. До 2017 года башня была их главной резиденцией. С января 2017 года по январь 2021 года Трамп жил в основном в Белом доме. Мелания и Бэррон жили в Башне Трампа до июня 2017 года, когда они переехали в Белый дом. Сообщалось, что Бэррон жил на своем собственном этаже. До того, как Трамп стал президентом, его офисы располагались на 26-м этаже. У него был частный лифт между пентхаусом и его офисом. В статье 1984 года в журнале GQ тогдашняя жена Трампа Ивана говорила, что на первом этаже пентхауса была гостиная, столовая, комнаты развлечений и кухня; на втором был балкон, а также спальные и ванные комнаты; на третьем были спальни для детей, горничных и гостей.

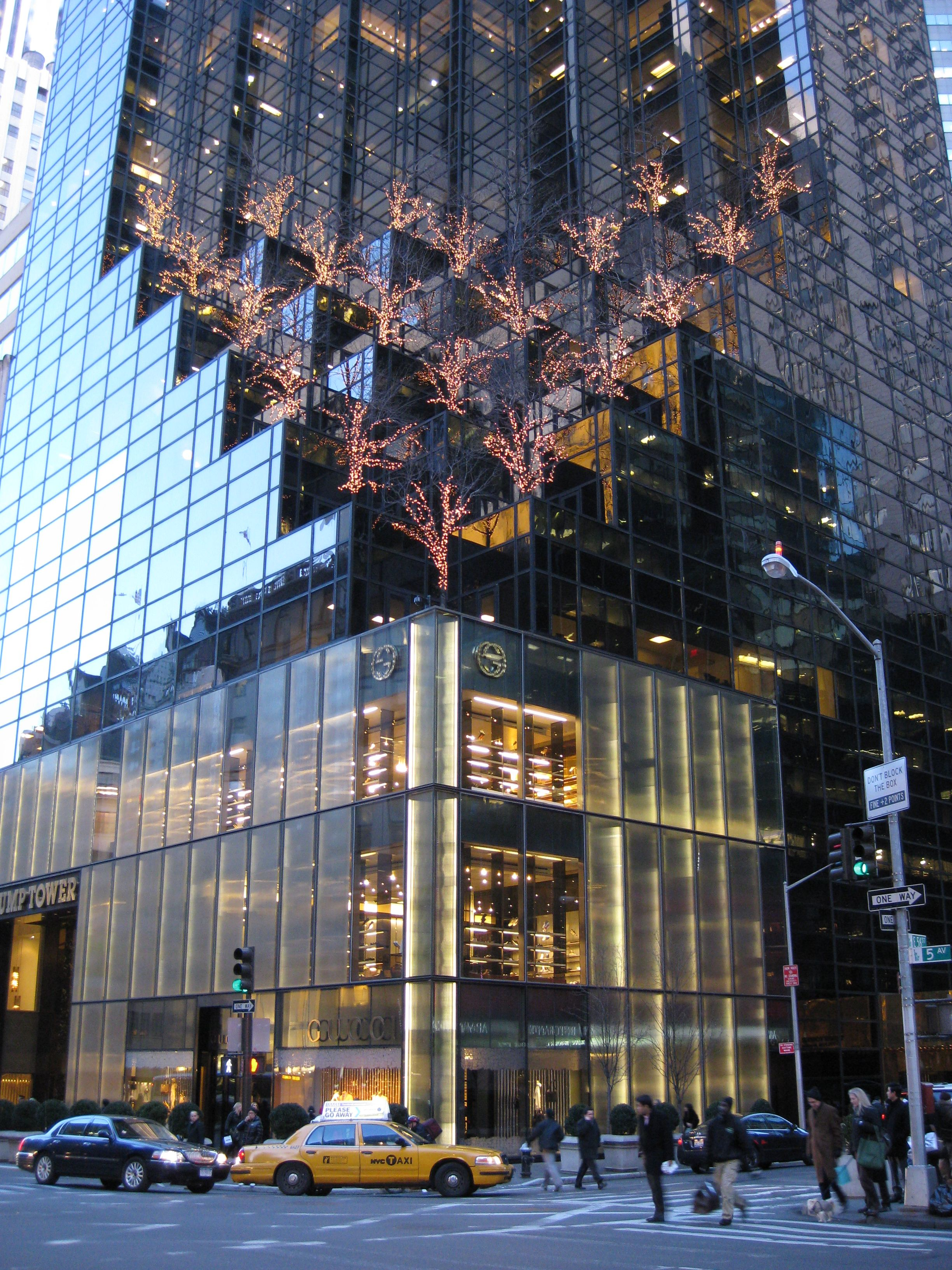
Наружный вид Трамп-тауэр

Известные футбольные организации и игроки арендовали помещения в Башне Трампа. КОНКАКАФ, руководящий орган футбольной ассоциации Северной и Центральной Америки и Карибского бассейна, занимает весь 17-й этаж. Чак Блейзер, бывший президент КОНКАКАФ, жил в двух квартирах на 49-м этаже. Одна из этих квартир, люкс стоимостью 6000 долларов в месяц, была занята в основном его кошками, в то время как Блейзер жил в соседней квартире стоимостью 18 000 долларов в месяц. Ещё одна известная футбольная фигура, живущая в Башне Трампа, — Хосе Мария Марин, бывший президент Бразильской конфедерации футбола. Кроме того, в августе 2015 года португальский футболист Криштиану Роналду купил квартиру в башне за 18,5 миллиона долларов и планировал купить еще одну за 23 миллиона долларов в 2016 году.
Другие жители включают кинорежиссёра Винсента Галло, арт-дилера Хиллеля «Хелли» Нахмада, который купил вторую квартиру в башне в июле 2010 года; фармацевтического предпринимателя Стюарта Рара, у которого есть корпоративное помещение на 24-м этаже; Хуана Бекманна Видаля, владельца бренда текилы Хосе Куэрво; принца Саудовской Аравии Мутаиба ибн Абдул-Азиза Аль Сауда, который, как сообщается, жил на целом этаже в башне; и актёр Брюс Уиллис, купивший квартиру за 4,26 миллиона долларов в 2007 году. Кроме того, Qatar Airways, принадлежащая правительству Катара, являлась владельцем корпоративного кампуса в башне с 2008 года. Промышленный и коммерческий банк Китая арендовал 20-й этаж Башни Трампа с 2008 года примерно за 2 миллиона долларов в год.
Среди бывших арендаторов Жан-Клод Дювалье, бывший президент Гаити, умерший в 2014 году, который жил в квартире стоимостью 2 миллиона долларов на 54-м этаже в 1989 году. Певец Майкл Джексон снимал квартиру на 63-м этаже в 1990-х годах. Композитор Эндрю Ллойд Уэббер переехал из своей квартиры на 59-м и 60-м этажах в 2010 году. В 2009 году Карлос Перальта, бизнесмен-миллиардер из Мексики, продал квартиру в Трамп-тауэр за 13,5 миллиона долларов . Кроме того, в ходе первой избирательной кампании штаб-квартира Дональда Трампа находилась на пятом этаже. У родителей Трампа, Фреда и Мэри, были свои собственные апартаменты на 63-м этаже, которыми они иногда пользовались, посещая Манхэттен.

## В популярной культуре
В Башне Трампа проводились съёмки фильма «Тёмный рыцарь: Возрождение легенды» (2012). Комедийный фильм «Копы в глубоком запасе» (2010) содержит сцену погони за автомобилем, в которой персонаж Сэмюэла Лероя Джексона въезжает на своей машине в Башню Трампа. Пентхаус в Трамп-тауэр использовался для съёмок боевика «Вне/себя» (2015). Также Трамп-тауэр появился в фильме «Трансформеры 3:Тёмная сторона луны». Башня Трампа появлялась в фильме «Области тьмы» (2011), в фильме «Адвокат дьявола» (1997) её пентхаус используется в качестве дома одного из героев.
Вид на башню Трампа использовался на лицевой обложке игры Grand Theft Auto» (1997). Её изображение также используется в сиквеле Grand Theft Auto IV (2008).